# Norte (Cabo Verde)
Norte es una localidad caboverdiana del municipio de Porto Novo.

## Geografía
La localidad está situada en la isla de Santo Antão.

## Organización territorial
La localidad abarca los lugares y barrios de:
- Água das Patas
- Aldeia
- Chã de Cruz
- Chã de Fernando
- Chã de Joaquim
- Chã de Manuelinho
- Chã Dura
- Chã Queimado
- Morrinho Dégua
- Pascoal Alves
- Tabuadinho (Chã Feijoal)